# Lygodactylus angolensis
Lygodactylus angolensis is een hagedis die behoort tot de gekko's (Gekkota) en de familie Gekkonidae.

## Naam en indeling
De wetenschappelijke naam van de soort werd voor het eerst voorgesteld door José Vicente Barbosa du Bocage in 1896. De soortaanduiding angolensis betekent vrij vertaald 'levend in Angola' en verwijst naar een deel van het verspreidingsgebied.

## Uiterlijke kenmerken
De gekko bereikt een totale lichaamslengte van ongeveer zeven tot negen centimeter en heeft een bruine tot grijsachtige lichaamskleur aan de bovenzijde.

## Levenswijze
Lygodactylus angolensis is actief gedurende de dag en klimt veel in bomen en op boomstronken. De vrouwtjes zetten eieren af.

## Verspreiding en habitat
Lygodactylus angolensis komt voor in delen van zuidelijk Afrika en leeft in de landen Angola, Zimbabwe, Tanzania, Kenia, Zuid-Afrika, Congo-Kinshasa, Mozambique en Namibië, mogelijk komt de hagedis ook voor in Botswana. Barboza du Bocage beschreef een specimen afkomstig uit de Angolese provincie Benguela.
De habitat bestaat uit zowel droge als vochtige savannen en droge tropische en subtropische graslanden. Ook in door de mens aangepaste streken zoals landelijke tuinen en stedelijke gebieden kan de hagedis worden gevonden. De soort is aangetroffen op een hoogte van ongeveer 300 tot 1500 meter boven zeeniveau.

## Beschermingsstatus
Door de internationale natuurbeschermingsorganisatie IUCN is de beschermingsstatus 'veilig' toegewezen (Least Concern of LC).